# Biostratigrafija
Biostratigrafija je dio stratigrafije koji se bavi stratigrafskom klasifikacijom na temelju fosilnih ostataka živoga svijeta očuvanima u stijenama. U biostratigrafskome sistemu osnovna jedinica je biozona, zasnovana na razlikama u fosilnome sadržaju stijena u vertikalnome (vremenskome) smislu.

## Biozone
Zajednička zona (kenozona, asamblaž zona) obuhvaća grupu slojeva (stijena) koji sadrže jasno obilježenu prirodnu zajednicu organizama, pri čemu mogu biti obuhvaćeni svi oblici koji se nalaze u stijeni ili samo neki od njih. Takva zona se imenuje prema dva ili više karakterističnih predstavnika fosilne zajednice, npr. Bulimina-Bolivina zajednička zona.
Rasponska zona (akrozona) obuhvaća naslage koje sadrže fosile neke određene vrste, po kojoj zona i dobila ime, npr. Ceratites trinodosus zona.
Konkurentna zona obuhvaća onaj dio naslaga u kojima se taksonske zone preklapaju (zone različitih vrsta). Mogu se preklapati više od dvije zone.
Filozona je zona koja je formirana na osnovu nekoga evolucijskoga niza. Naziva se po ključnoj vrsti bez obzira gdje se ona nalazila u evolucijskome nizu.
Vršna zona obuhvaća naslage nastale u vremenu maksimalnoga razvitka nekoga taksona (vrste, roda i dr.), a ne za vrijeme cijeloga života. Označava se imenom toga taksona, bez obzira na ostale fosilne ostatke.
Intervalna zona obuhvaća naslage između dva jasno obilježena biohorizonta, bez obzira na fosilni sadržaj same zone. Zato može biti pogodna za šire korelacije.